# Kepler űrtávcső

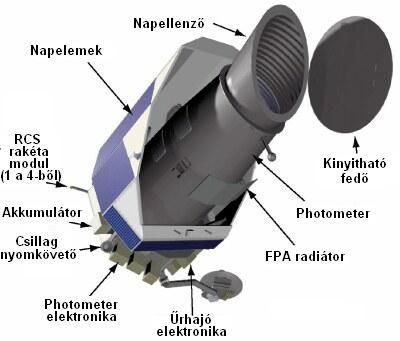
A Kepler űrtávcső felépítése

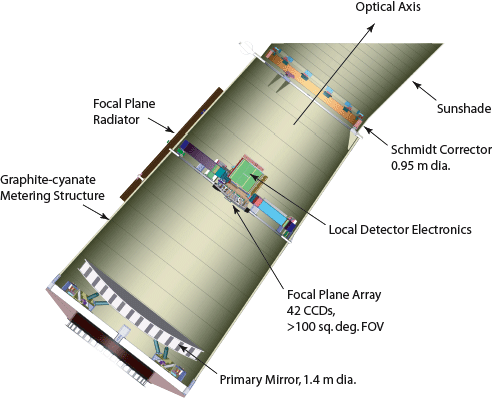
A Kepler űrtávcső metszete

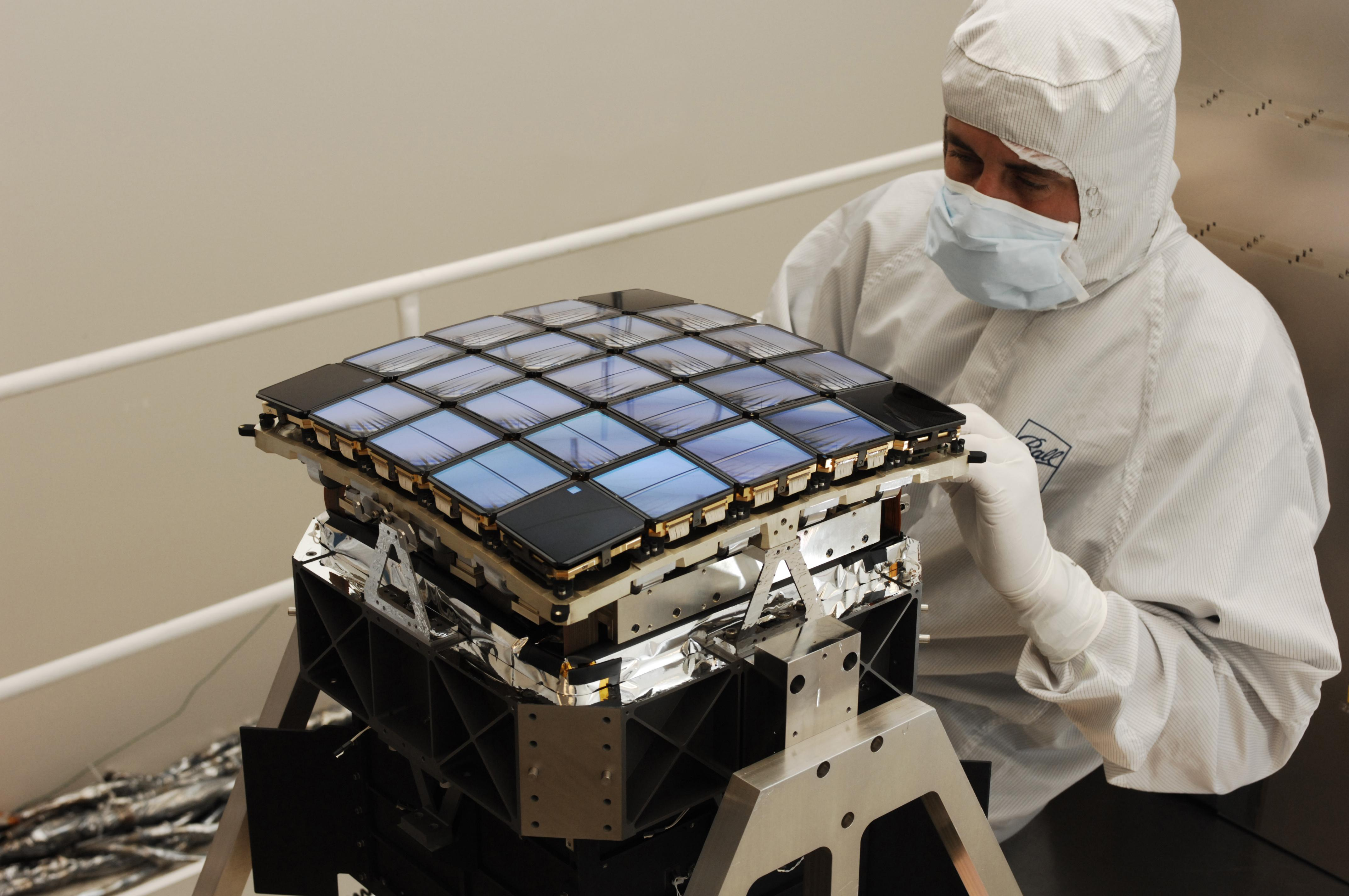
A 42 CCD-ből álló érzékelő, melyek láthatóan íves felületen vannak elhelyezve, a Schmidt-távcső nem sík leképzésének megfelelően

A Kepler űrtávcsövet a NASA bocsátotta fel a Discovery-program keretében azzal a céllal, hogy más csillagok körül keringő, földméretű bolygókat, exobolygókat keressen. A Johannes Kepler csillagászról elnevezett űrtávcsövet 2009. március 7-én állították Nap körüli pályára. Kilenc és fél év működést követően a távcső korrekciós rakétáinak hajtóanyaga kezdett kifogyni, ezért a NASA 2018. október 30-án bejelentette, hogy nyugdíjazza a műszert. A küldetés 2018. november 15-én ért véget, amikor az űrtávcső megkapta a küldetésirányítástól a "goodnight" ("jóéjt") parancsot.
A Kepler űrtávcsövet arra tervezték, hogy földméretű exobolygók után kutasson fedési módszerrel az égbolt egy előre kiválasztott területén, a Cygnus (Hattyú) és a Lyra (Lant) csillagképek határán, és segítsen megbecsülni, hogy a Tejútrendszer többmilliárd csillaga közül hány rendelkezik hasonló bolygóval.
Az 1,4 méter átmérőjű, 95 centiméteres korrekciós lencsével felszerelt, 105 négyzetfokos látómezejű Schmidt-távcsövére szerelt 42 CCD (egyenként 2200×1024 pixel, összesen 95 megapixel felbontással) mintegy 170 ezer, 9-15 magnitúdós fősorozati csillag fényességét méri (mintegy 0,00001 magnitúdós pontossággal), hogy észlelje a fényességcsökkenést, amikor egy bolygó elhalad a csillaga előtt. A felfedezhető bolygók legkisebb tömege mintegy 0,5 földtömeg, a csillagtól mért legnagyobb távolságuk 1 CsE.
Indítására, többszöri halasztást követően 2009. március 7-én 03:49-kor (UTC) került sor, ezután Nap körüli, a Földet követő pályára állt, hogy a Föld ne zavarja a megfigyelésekben. Működése során mintegy félmillió csillag megfigyelését végezte el, és több ezer exobolygó fizikai jellemzőit határozta meg. 2009-ben, a Kepler indulásakor az ismert exobolygók száma körülbelül 400 volt, 2018-ra ez közel 4000-re emelkedett, nagyrészt a Kepler és a K2 küldetések következtében.

## A küldetés

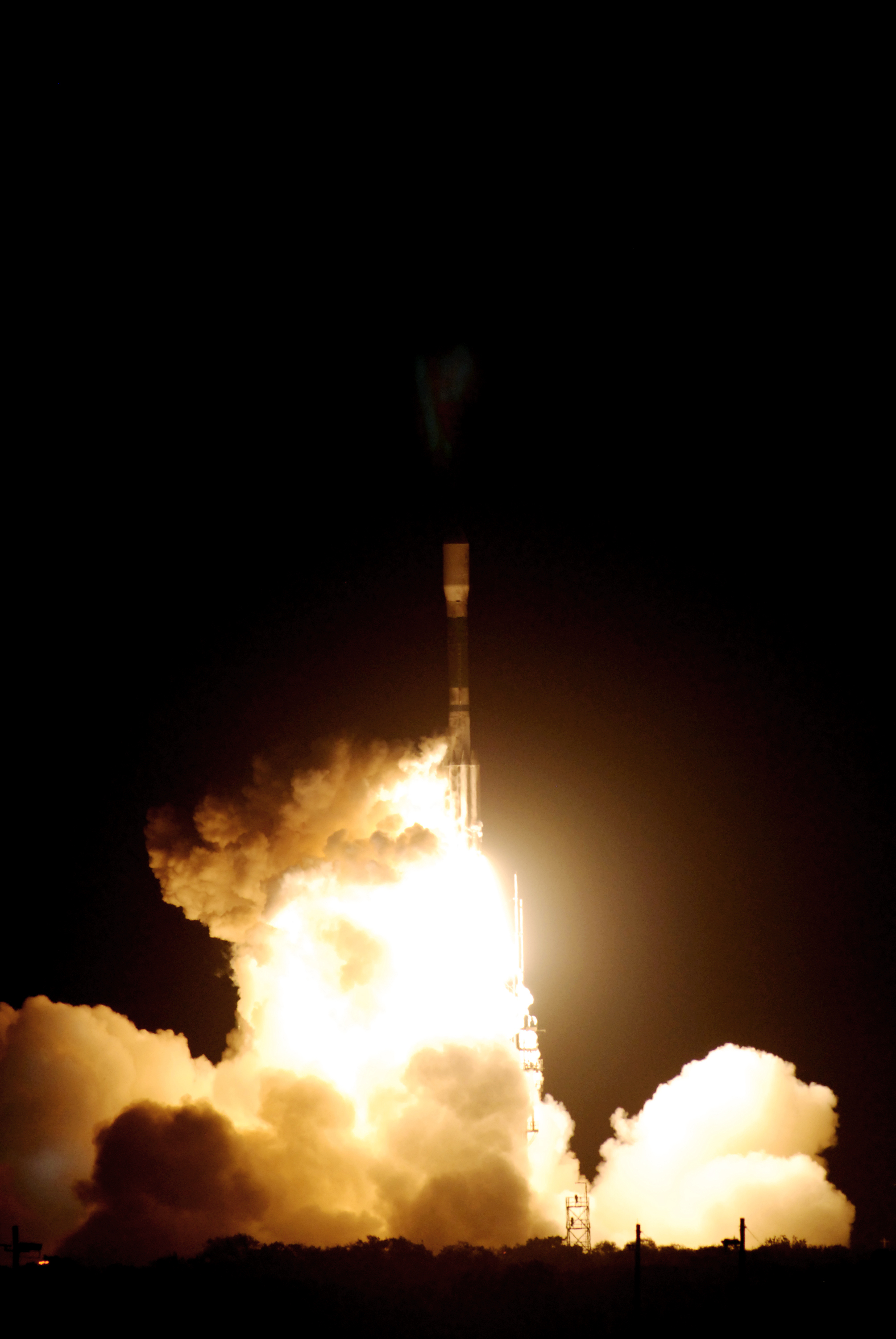
A március 7-ei indítás

A Kepler feladata annak meghatározása, hogy a Tejútrendszerben a földszerű bolygók mennyire gyakoriak a csillagok körüli lakható zónán belül, ahol a földihez hasonló élet lehetséges. Az általa talált földszerű bolygók számából már komoly következtetést lehet levonni ezek gyakoriságára, amennyiben egyet sem talál, akkor az ilyen bolygók, és ezzel együtt a földön kívüli élet is nagyon ritka lehet galaxisunkban, egy tucat, vagy annál több földszerű bolygó felfedezése esetén ez a bolygótípus viszont közönségesnek tekinthető, így az élet számára is viszonylag sok hely lehetséges. A Drake-formula egyik tényezője is a Tejútrendszerben egy időben létező, életre alkalmas bolygók száma, erre a Kepler segítségével viszonylag pontos becslés adható.
A program tudományos eredménye komolyan befolyásolhatja az űrkutatás jövőjét is, sok, potenciálisan érdekes bolygó felfedezése ugyanis igényt teremthet a megfigyelésükre alkalmas, nagyobb méretű űrtávcsövekre, emellett megváltoztathatja a világűrrel kapcsolatos gondolkodást is.
Az űrtávcsővel felfedezett bolygók mennyiségi és minőségi eloszlása segít a bolygókeletkezés megértésében. A földi távcsövekkel ugyanis csak a legnagyobb, Jupiter-méretű bolygók korlátozott számú felfedezésére van lehetőség, a Kepler ezzel szemben viszonylag sok, kisebb méretű bolygót is találhat - ha ezek léteznek.
Az exobolygók megnyugtató felfedezéséhez az áthaladáskor jelentkező, elhanyagolható mértékű (legalább 0,01%-os) fénycsökkenést legalább háromszor kell észlelni (azaz legalább két periódust végig kell észlelni, hogy a második periódus hosszának egyezésével kimutatható legyen a fedések rendszeressége.) A megfigyelési időszakot elképzelhető, hogy hat évre hosszabbítják (a fedélzetén lévő üzemanyag ennyi ideig elegendő), így akár hároméves keringési periódusú bolygók is felfedezhetőek, bár ilyen távolságban annak esélye, hogy a bolygó a csillag korongja előtt haladjon el, elenyésző.
A Cygnus és a Lyra határán lévő égterület kiválasztásában fontos szerepe van annak, hogy ez viszonylag távol esik az ekliptikától, így az állatövi fény, amely az ekliptika mentén a legerősebb, kevéssé fogja zavarni a fénymérések pontosságát. A Kuiper-öv kisbolygói is kevéssé fogják zavarni az észleléseket, ezek az exobolygókéhoz hasonló fedéseket okozhatnak. A CCD-mátrix kialakítása olyan, hogy a megfigyelt égterület legfényesebb (már túl fényes) csillagainak képe a CCD-k közötti részre esik, és nem zavarja a működést. Az égterület kiválasztásában szerepe volt annak is, hogy a Tejút ezen részén csoportosuló csillagok ugyanolyan messze vannak galaxisunk középpontjától, mint a Nap, azaz ha a galaktikus lakható övezet elmélete igaz, akkor a megfigyelt égterület ebbe beleesik.
Az űrtávcsövet az exobolygó-keresésen kívül asztroszeizmológiai mérésekre is felhasználják, a csillagok belsejében keletkező hanghullámok elemzésével számos csillag belső felépítéséről lehet hasonló ismereteket szerezni, mint a Földről a szeizmológia segítségével.

## Az észlelések menete
A távcső fedélzetén lévő CCD-k pixeleit hat másodpercenként olvassák ki (különben telítődnének), és pixelenként 1 vagy 30 percenként integrálják egy-egy fényességadattá. A távcső beérkezett adatait a műhold fedélzetén tárolják, és havonta egyszer sugározzák le a Földre (ez néhány óráig tart, a távcső, mivel az irányított antenna a tömeg- és költségcsökkentés miatt fixen van ráépítve, másfelé néz, és nem észlel közben). Ezt követően földi megfigyelésekkel, elsősorban a Keck Obszervatórium HIRES spektrométerével, radiálissebesség-módszerrel szűrik ki az egyéb okok (csillagfoltok, kettőscsillagok, változócsillagok) miatt fényességet változtató objektumokat. A távcső felfedezéseit előreláthatóan évente egyszer, minden év elején publikálják. A távcső a megfigyelési időszak alatt folyamatosan az ég egyazon pontjára néz, a csillagos éghez képest változatlanul áll. Mivel a Nap körüli keringéskor így mindig más oldala lenne napfénynek kitéve, ezért negyedévente (a nap-éj egyenlőségek és a napfordulók idején) egyszer a hossztengelye körül 90 fokkal elforgatják, így a napelemek állandóan napon, a hőleadó radiátorok pedig árnyékban lehetnek.

## A program története

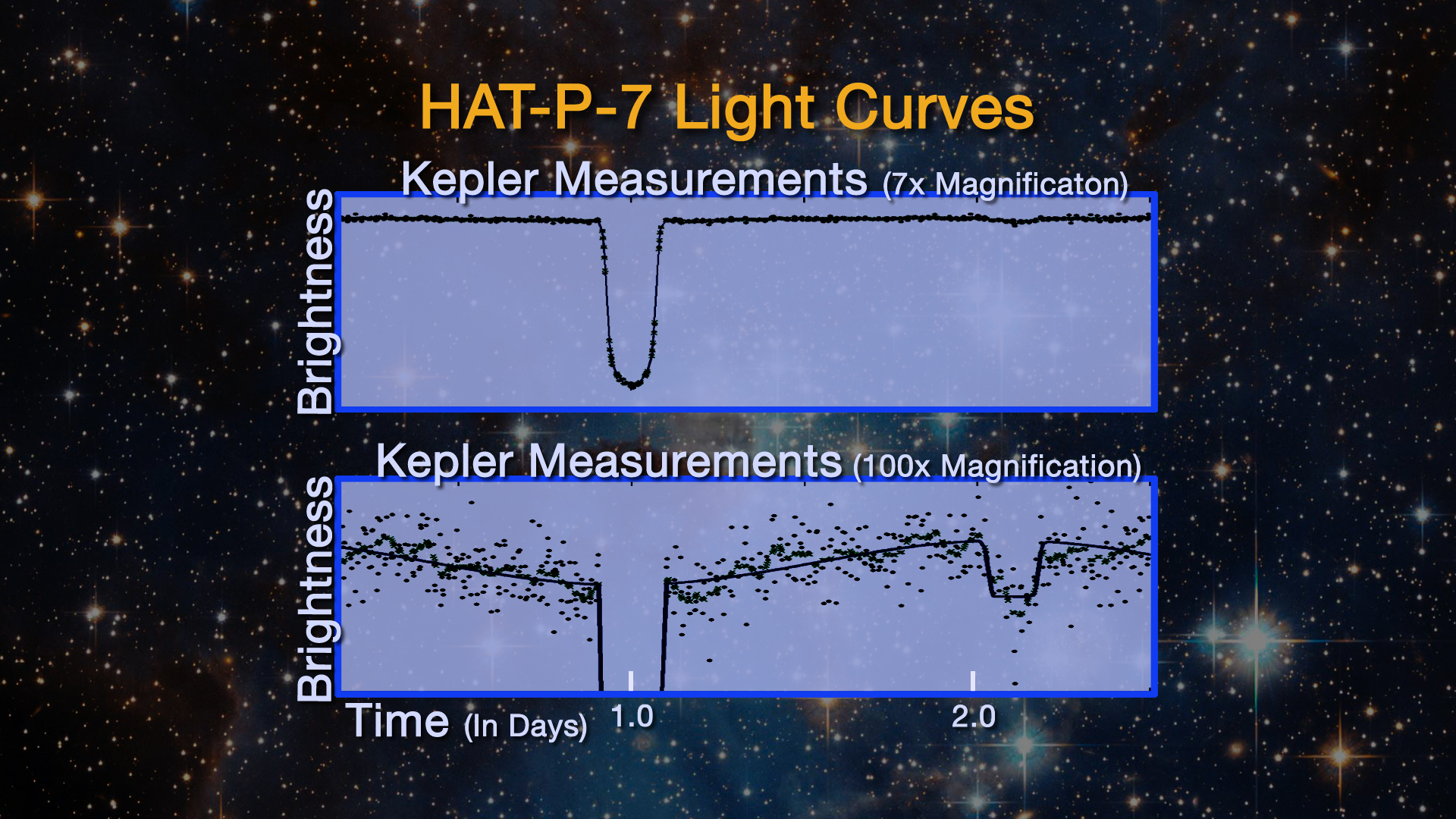
A HAT–P–7 bolygójának elsődleges és másodlagos fedéséből, valamint fázisának változásából eredő fényességváltozások diagramja

A jelenlegi program tudományos vezetője, William Borucki már 1984-ben javasolta az exobolygó-kutatást űrtávcsövekkel. A kapcsolódó alapkutatásokat 1998-ban kezdték meg, a Discovery-program tizedik küldetéseként 2001-ben kezdődött meg a program tényleges megvalósítása.
A startra, többszöri halasztás után, 2009. március 7-én hajnalban (Amerikában 6-án éjjel) került sor, körülbelül egy óra múlva a műhold levált a hordozórakéta utolsó fokozatáról. Ezután mintegy két hónapos tesztelési és kalibrálási fázis kezdődött. Miután meggyőződtek a rendszerek működőképességéről, április 8-án ledobták a távcső nyílását lezáró védőfedelet, majd másnap az első képeket is elkészítették a látómező csillagairól, egyelőre kalibrációs céllal.
A távcső a kiválasztott égterület megfigyelését május 13-án kezdte meg. Augusztusban bemutatták a távcső látómezejében lévő HAT–P–7 fénygörbéjét, ezen az elsődleges és a másodlagos fedés mellett a rendszer bolygójának fázisváltozásaiból adódó fényességváltozás is látszott, az így elért pontosság, noha a távcsőhöz fejlesztett végleges szoftverek még nem állnak rendelkezésre, már megközelíti a Föld tulajdonságaival megegyező bolygók felfedezéséhez szükséges értéket, ennek mintegy másfélszerese.

### A távcső működésével kapcsolatos problémák
A Kepler űrtávcső elektronikájával kapcsolatban több, kisebb probléma is felmerült. 2009 őszére derült ki, hogy a CCD-k jeleit feldolgozó elektronika erősítői a tervezettnél nagyobb zajjal működnek, ami miatt az adatok feldolgozása bonyolultabbá vált (összetettebb szoftverekre van szükség az adatok megfelelő pontosságú feldolgozásához, ez idő- és költségigényes). Részben erre hivatkozva az első eredmények közzétételét 2010 júniusáról 2011 februárjára halasztották. A működés első kilenc hónapjában a távcső összesen négyszer kapcsolt biztonsági üzemmódba, emiatt eddig összesen 12 napnyi észlelés veszett oda.

### Az első eredmények
2010. január 4-én ismertették a program első eredményeit, az első 43 nap adatsorainak elemzésével öt forró jupiter típusú exobolygót fedeztek fel, melyeket a Kepler 4 b, 5 b, 6 b, 7 b és 8 b nevekkel láttak el. Az összesen 177 bolygógyanús fedési eseményből 50-et választottak ki a Keck I távcsővel, radiálissebesség-módszerrel végzett követő észlelésekre, 5 esetben sikerült megerősíteni a bolygó meglétét. A becslések szerint a 177 jelölt 24-62%-a (43, illetve 110) lehet ténylegesen exobolygó.
A Kepler által 2014 decemberéig felfedezett bolygók száma meghaladja az 1700-at, az ellenőrzöttöké ekkor 996.

### A K2 küldetés
A NASA eredeti küldetésének két lendkerék meghibásodása vetett véget, amelynek következtében lehetetlenné vált az addig megfigyelt terület vizsgálata. Új tudományos programot dolgoztak ki K2 néven, amelynek során az űrtávcső az ekliptika síkjában végez megfigyeléseket. Egy-egy égterület vizsgálatára 80-90 nap áll rendelkezésre, így évente 4-5 megfigyelési kampány futhat le.

### Magyar vonatkozások
A több mint 400 tagú, nemzetközi Kepler Asztroszeizmológiai Tudományos Konzorcium (KASC) Archiválva 2012. május 5-i dátummal a Wayback Machine-ben 13 munkacsoportjából a 7-es munkacsoportot (cefeidák) és a 13-as (RR Lyrae) munkacsoport elméleti modellezés alcsoportját Szabó Róbert, a 12-es munkacsoportban a mira és félszabályos változócsillagok vizsgálatait pedig Kiss László vezeti. A Konkoly Obszervatóriumban működő SPEX kutatócsoport egyebek mellett a következő Kepler-tevékenységekben vett, illetve vesz részt: Előkészítő munka, célpontválogatás, földi támogató észlelések, adatfeldolgozás, adatanalízis, numerikus modellezés, az eredmények értelmezése és publikálása, sikeres Guest Observer és DDT pályázatok írása, KASC szervezés, adminisztráció és döntéshozatal, valamint ismeretterjesztés.
A Konkoly Obszervatórium kutatói Szabó Róbert vezetésével vizsgálták, hogy milyen hatással vannak a fotometriai pontosságra az űrtávcső látómezejében elhaladó kisbolygók. Molnár László és munkatársai pedig extragalaktikus változócsillagokat vizsgáltak a Keplerrel.